# Paseos del Pedregal
Paseos del Pedregal är en ort i Mexiko.   Den ligger i kommunen Querétaro och delstaten Querétaro Arteaga, i den centrala delen av landet, 190 km nordväst om huvudstaden Mexico City. Paseos del Pedregal ligger 1 921 meter över havet och antalet invånare är 2 432.
Terrängen runt Paseos del Pedregal är platt åt sydväst, men åt nordost är den kuperad. Runt Paseos del Pedregal är det tätbefolkat, med 762 invånare per kvadratkilometer. Närmaste större samhälle är Santiago de Querétaro, 8,5 km söder om Paseos del Pedregal. Trakten runt Paseos del Pedregal består i huvudsak av gräsmarker.